# オプリーチニク (オペラ)
『オプリーチニク』（ロシア語: Опричник）は、ピョートル・チャイコフスキーが作曲した全4幕5場のオペラ。『親衛隊』という日本語訳題があてられることもある。リブレットはイヴァン・ラジェチニコフの悲劇『Опричники』を下敷きに作曲者自身の手で執筆された。扱われている題材はオプリーチニキであり、オプリーチニナの時代（1565年-1573年）のイヴァン雷帝の宮殿を舞台としている。

## 概要
作曲は1870年2月から1872年3月にかけて行われた。本作には過去のオペラ『地方長官』からの楽曲も引用されている。作品はロシア大公コンスタンチン・ニコラエヴィチに捧げられた。初演は1874年4月24日（ユリウス暦 4月12日）、サンクトペテルブルクのマリインスキー劇場においてエドゥアルド・ナープラヴニークの指揮によって行われ、同年5月16日にはボリショイ劇場でのモスクワ初演が続いた。

## 配役
| 人物名                                        | 声域         | サンクトペテルブルク初演 1874年4月24日（ユリウス暦 4月12日） （指揮：エドゥアルド・ナープラヴニーク） | モスクワ初演 1874年5月16日（ユリウス暦 5月4日） （指揮：エドゥアルド・メルテン） |
| --------------------------------------------- | ------------ | --- | -------------------------------------------------------------------------------- |
| ジェムチュジニイ公                            | バス         | ウラディーミル・ヴァシリーエフ                                                                        | デミドフ                                                                         |
| ナターリャ 「彼の娘」                         | ソプラノ     | ヴィルヘルミナ・ラーブ                                                                                | スメルスカヤ                                                                     |
| モルチャン・ミトコフ 「ナターリャの結婚相手」 | バス         | V.F.ソボレフ                                                                                          |                                                                                  |
| ボヤリーナ・モロゾヴァ 「未亡人」             | メゾソプラノ | アレクサンドラ・クルチコヴァ                                                                          | カドミナ                                                                         |
| アンドレイ・モロゾフ 「彼女の息子」           | テノール     | D.A.オルロフ                                                                                          | アレクサンドル・ドドノフ                                                         |
| バスマノフ 「若いオプリーチニキ」             | コントラルト | V.M.ヴァシリーエフ                                                                                    | アリストヴァ                                                                     |
| ヴャズミンスキー公                            | バリトン     | イヴァン・メルニコフ                                                                                  | ラドネジズキー                                                                   |
| ザハリエヴナ                                  | ソプラノ     | オルガ・シュレーダー                                                                                  |                                                                                  |
| 合唱、歌唱なし：人々                          |              | |                                                                                  |

## 楽器編成
ピッコロ、フルート2、オーボエ2、クラリネット2（B♭とA）、ファゴット2、ホルン4（F）、トランペット2（D、FとC）、トロンボーン3、テューバ、ティンパニ、トライアングル、シンバル、大太鼓、ハープ、弦五部。

## 構成

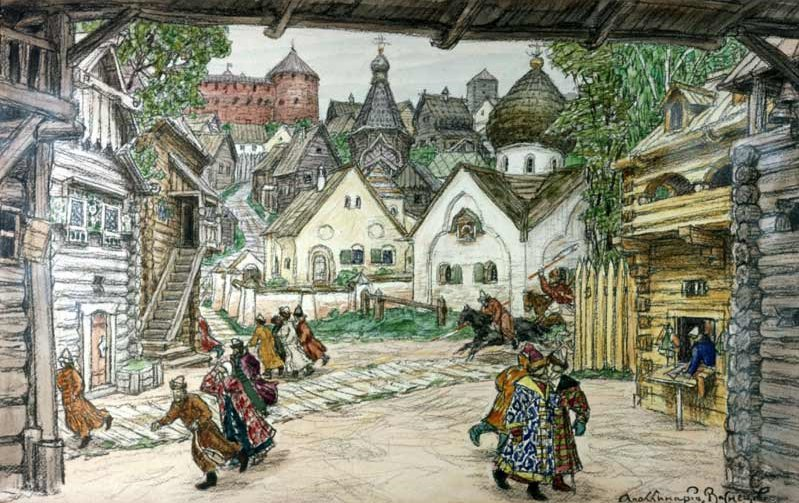
『オプリーチニク』の舞台美術となった町の通りの風景。アポリナリー・ヴァスネツォフ画、1911年。

序曲

### 第1幕
No. 1 情景
No. 2 女中の合唱
No. 2a ナターリャの歌
No. 3 情景と合唱
No. 4 情景と合唱
No. 5 レチタティーヴォ
No. 5a バスマノフのアリオーソ
No. 6 ナターリャのアリオーソ
No. 6a 女中の合唱

### 第2幕
間奏曲
No. 7 情景とモロゾヴァのアリア
No. 8 情景と二重唱
No. 9 前奏曲、情景とフィナーレ
No. 9a ヴャズミンスキー公のアリア
No. 9b アンドレイのアリア

### 第3幕
間奏曲
No. 10 人々の合唱 Chorus of People
No. 11 レチタティーヴォ、少年たちの合唱と二重唱
No. 12 情景
No. 12a ナターリャのアリオーソ
No. 13 フィナーレ

### 第4幕
No. 14 婚礼の合唱
No. 15 オプリーチニキと女たちの踊り
No. 16 レチタティーヴォ、合唱と二重唱
No. 17 合唱と情景
No. 18 情景と四重唱
No. 19 終幕の情景

## 派生作品
作曲者自身の手によるもの。
- 本作中の複数の歌曲のピアノ伴奏編曲 （1873年）
- 本作の主題を用いた葬送行進曲 （1877年、散逸）